# Brice Durand
Brice Durand (ur. 2 grudnia 1973 w Madrycie) – francuski model i aktor.
Związany z Q Model Management, brał udział w kampanii reklamowej Guess dla fotografa i reżysera wideoklipów Herba Rittsa. Mając 23 lata podjął współpracę z Lindą Evangelista i Cindy Crawford. Pojawił się również na dużym ekranie w komedii Bena Stillera Zoolander (2001). Wystąpił w teledysku Britney Spears pt. Don’t Let Me Be the Last to Know (2001), który 9 listopada 2004 został wydany na płycie DVD Britney Spears: Greatest Hits - My Prerogative (2004). W jednym z odcinków serialu NBC/Fox Life Mów mi swatka (Miss Match, 2004) pt. Beznadziejni romantycy (Most Hopeless Romantics) z Alicią Silverstone pojawił się w roli Henriego.